# BAT99-116
BAT99-116(也被称为Melnick 34或Mk34)是一颗拥有极高质量和光度的沃尔夫-拉叶星，它位于大麦哲伦星系的剑鱼座30复合体(也被称为蜘蛛星云：NGC 2070)内靠近超星团R136的位置。

## 双星

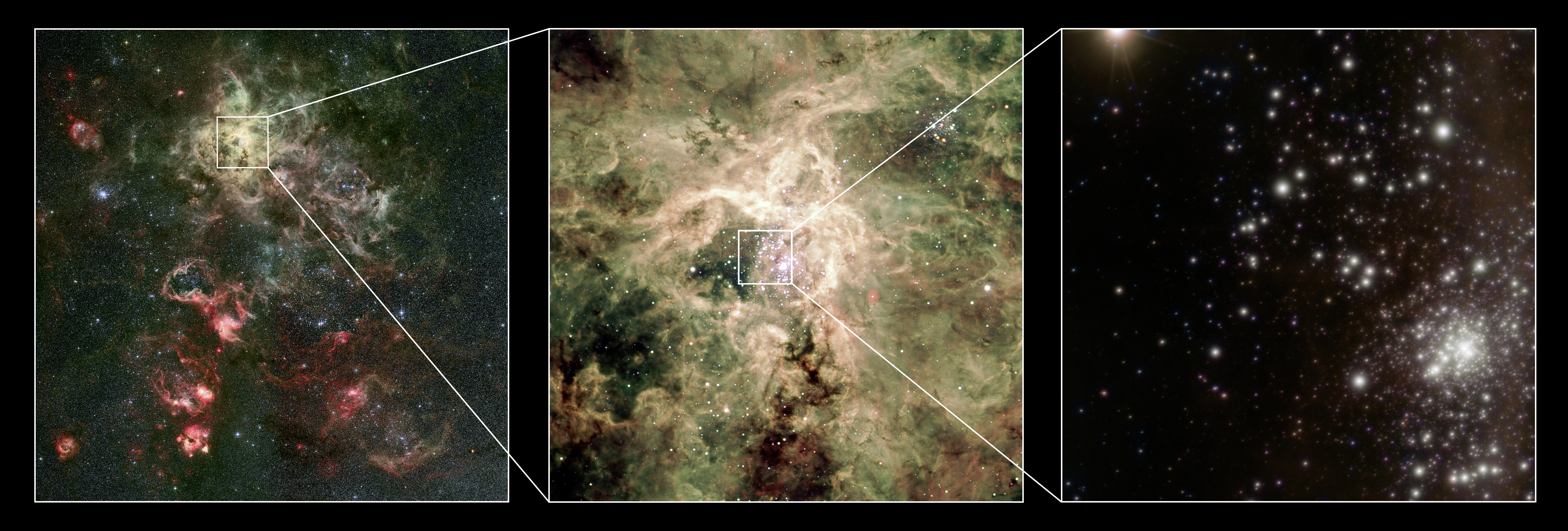
NGC 2070区域，MK 34是在R136左侧一颗独自的亮星

由于BAT99-116出现只有星风互撞双星才会出现的大量X射线辐射以及光度周期性的变化，BAT99-116被普遍认为是周期为155天的双星系统。

## 物理特性

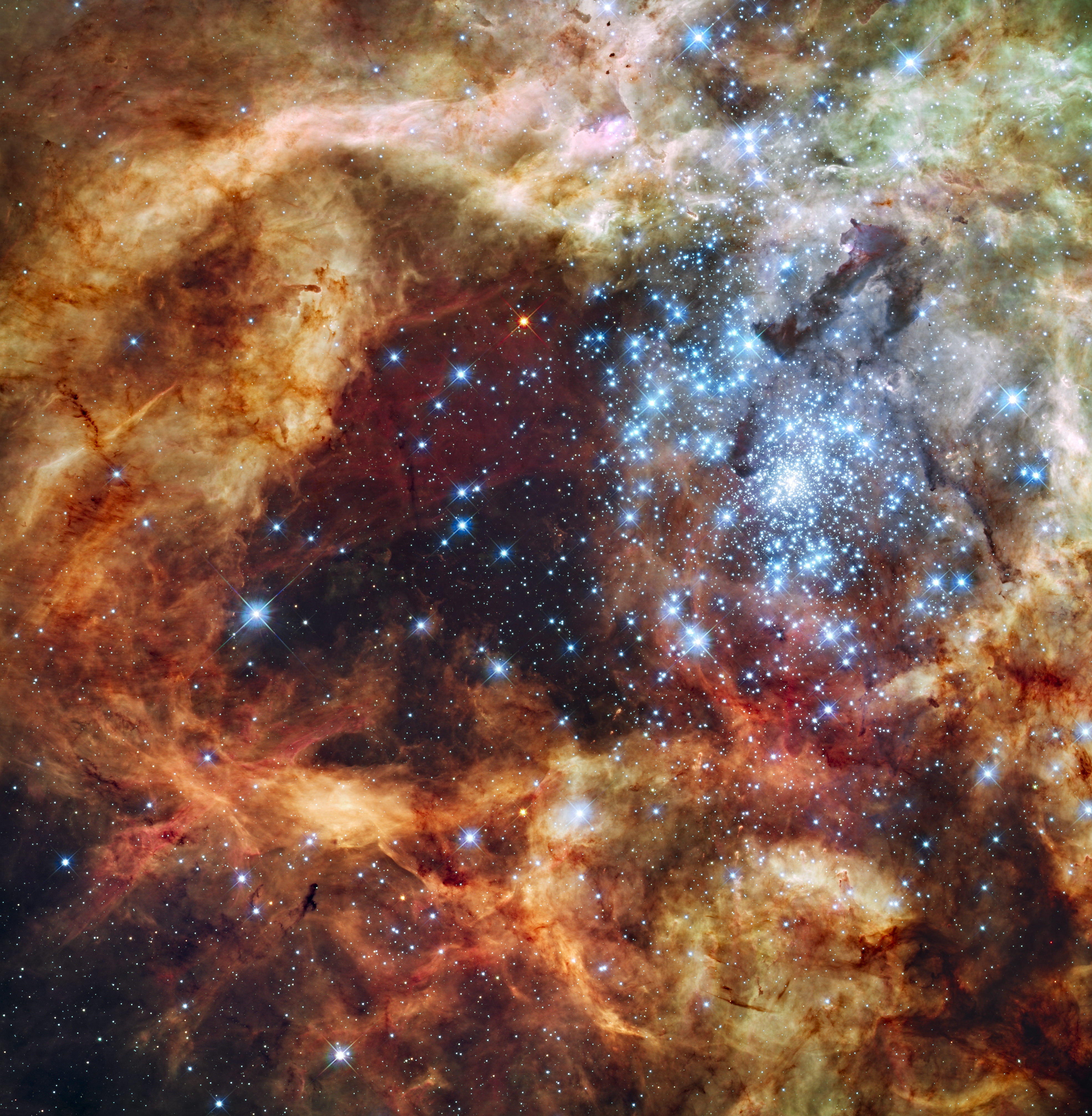
NGC 2070内的R136星团，Mk 34位于星团的左侧

BAT99-116是一颗表面温度超过50,000K的沃尔夫-拉叶星。据推测，BAT-116在诞生之初约有275 M☉，此类恒星将会产生极强的恒星风，在其诞生以来BAT99-116已经损失了几十倍太阳质量。由于BAT99-116处于双星系统内，其本身更的温度、光度以及质量都是难以确定的。

## 演化
尽管由于内部的对流融合使得BAT99-116的表面出现了氦和氮的发射谱线，但目前仍普遍认为BAT99-116还处于氢燃烧阶段。 据推断，BAT99-116将很快成为氢耗尽的沃尔夫-拉叶星，届时它将成为一颗蓝特超巨星或高光度蓝变星。再之后BAT99-116将不断的脱去其外壳，成为一颗光谱为WO型、表面温度接近200,000K的沃尔夫-拉叶星，最终BAT99-116将会发生Ic型的超新星爆发而成为黑洞。